# Novooleksandrivka
Novooleksandrivka (în ucraineană Новоолександрівка) este o așezare de tip urban din raionul Krasnodon, regiunea Luhansk, Ucraina. În afara localității principale, mai cuprinde și satul Dubivka.

## Demografie
Componența lingvistică a așezării de tip urban Novooleksandrivka
     Rusă (54,45%)
     Ucraineană (45,55%)
Conform recensământului din 2001, majoritatea populației așezării de tip urban Novooleksandrivka era vorbitoare de rusă (54,45%), existând în minoritate și vorbitori de ucraineană (45,55%).